# Oude Wetering (Zuid-Holland)
Oude Wetering is een dorp in de Nederlandse provincie Zuid-Holland. Het maakt deel uit van de gemeente Kaag en Braassem en er wonen ongeveer 3.865 mensen. Een brug verbindt het dorp met Weteringbrug in Haarlemmermeer. Aan de zuidkant loopt Oude Wetering over in Roelofarendsveen. Tot 1 januari 2009 viel Oude Wetering onder de toenmalige gemeente Alkemade.
In het verleden liep langs Oude Wetering de spoorlijn Hoofddorp - Leiden Heerensingel. Van 1912 tot en met 1936 had Oude Wetering een eigen treinstation aan deze spoorlijn; station Oude Wetering.

## Waterweg
Oude Wetering is oorspronkelijk de naam van een kanaal, waar het dorp aan ligt. Dit water wordt tegenwoordig "De Wetering" genoemd en loopt tussen de Ringvaart van de Haarlemmermeerpolder en het Braassemermeer. Vlak bij de Ringvaart is het begin van de Drecht, die vanaf de Oude Wetering in oostelijke richting loopt naar het Amstel-Drechtkanaal.

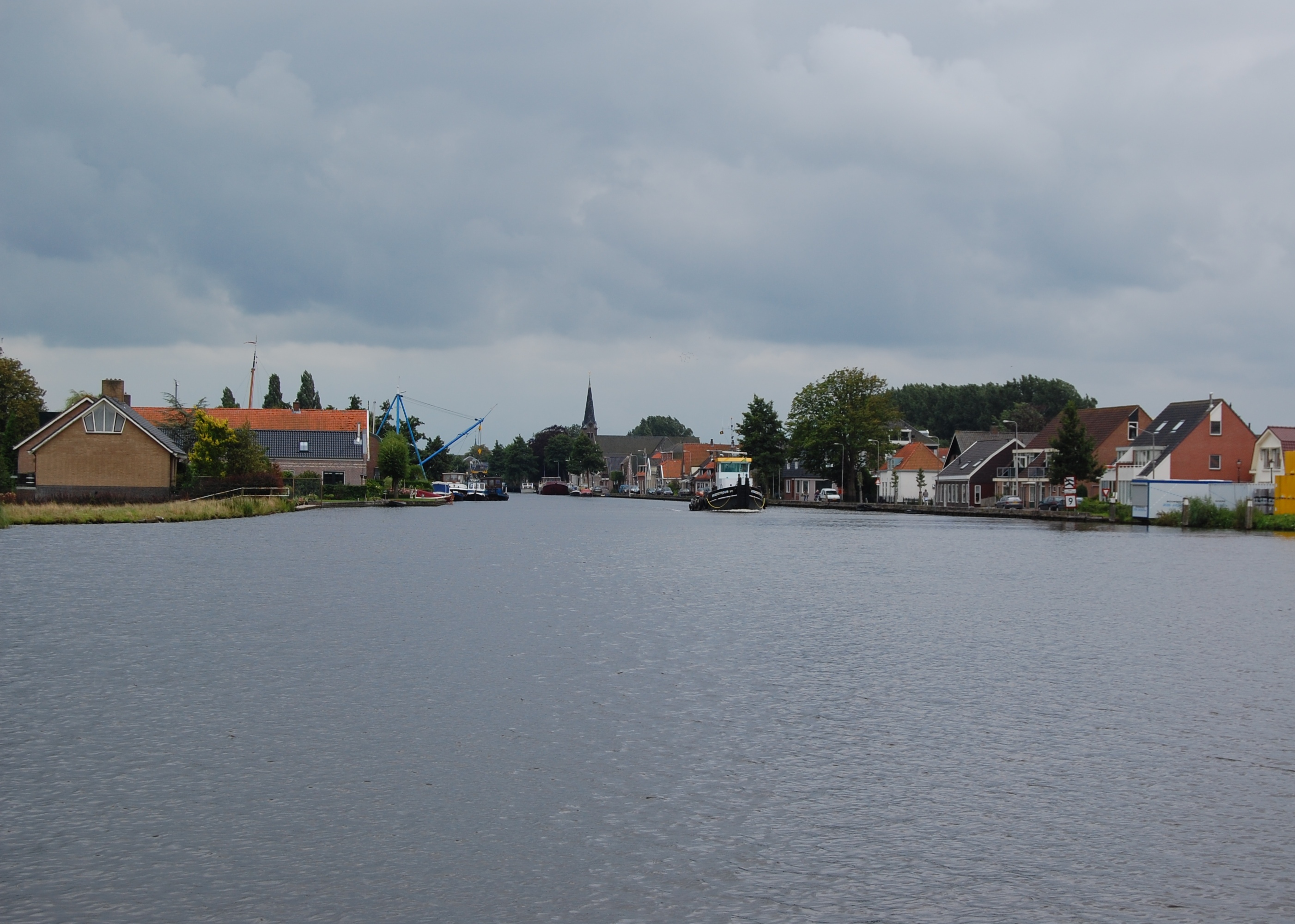
Oude Wetering, gezien vanaf de Ringvaart

## Geboren
- Jérôme Henri Kiebert (1843-1889), fotograaf
- Tony de Ridder (1886-1971), schrijver
- Arie Oostlander (1936-2019), politicus